# Mixed Blood
Mixed Blood er en amerikansk stumfilm fra 1916 af Charles Swickard.

## Medvirkende
- Claire McDowell som Nita Valyez
- George Beranger som Carlos
- Roy Stewart som Jim
- Wilbur Higby som Joe Nagle
- Jessie Arnold som Lottie Nagle